# Savigny-sous-Mâlain
Savigny-sous-Mâlain település Franciaországban, Côte-d’Or megyében. Lakosainak száma 233 fő (2022. január 1.). Savigny-sous-Mâlain Blaisy-Haut, Prâlon, Baulme-la-Roche, Blaisy-Bas, Bussy-la-Pesle, Mâlain, Mesmont és Sombernon községekkel határos.

## Népesség
A település népessége az elmúlt években az alábbi módon változott:
| Lakosok száma | 136  | 139  | 168  | 200  | 204  | 219  | 223  | 228  | 231  | 233  |
|               | 1968 | 1982 | 1990 | 2006 | 2013 | 2015 | 2017 | 2019 | 2020 | 2022 |